# Línea 31 (Buenos Aires)

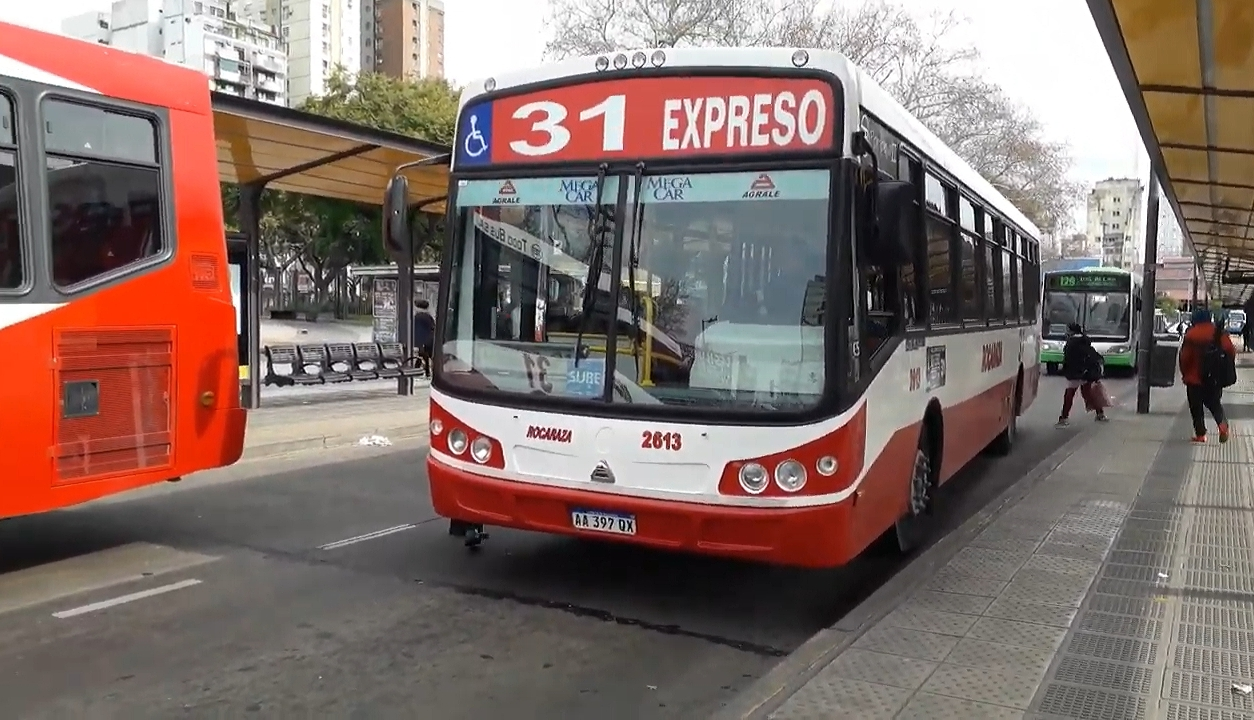
Colectivo de la línea realizando el servicio expreso.

La línea 31 (antiguamente era el ramal S de la línea 32), es una línea de colectivos del Área Metropolitana de Buenos Aires. Une el Partido de Esteban Echeverría con Plaza Miserere, en el barrio porteño de Balvanera.
La línea es operada por Rocaraza S.A. que también controla la línea 146 y es propiedad del Grupo DOTA.

## Historia
Anteriormente, estos recorridos eran identificados como ramal "S" de la Línea 32, operada por la empresa El Puente S.A.T. Desde el año 2010 esos ramales fueron operados por la empresa DOTA, pero con la misma razón social, El Puente S.A.T., En enero de 2013 se le asignó el número de línea 31, que estaba vacante desde 1978, además de asignársele la razón social Rocaraza S.A. para la operación de la línea.

## Recorridos

### Ramales comunes

#### Plaza Miserere-Camino de Cinturay Av. Olimpo (Por Calle 21)
Ida A  Av. Olimpo y Camino de Cintura: desde Plaza de Miserere por Bartolomé Mitre, Avenida Pueyrredón 100-1, Avenida Rivadavia 2800-3100, General Urquiza 1-2200, Rondeau 3100-3200, 24 de noviembre de 2200-2300, Pepirí 1-400, Profesor Doctor Pedro Chutro 3300-3500, Av. Almafuerte 350-400, Achala 3500-3750, Avenida Sáenz 200-1400, Cruce Puente Uriburu, Remedios De Escalada De San Martín, Doctor Alfredo L. Palacios, Carlos Pellegrini, Avenida Camino Pres. J. D. Perón, Int. P. P. Turner, Cosquín, Azamor, C. de Alas, Gral. J.J. Valle, Isaac Newton, Epecuén, Padre C. Mujica, Av. de la Noria, Av. Dr. G. Elizalde, Av. Olimpo hasta Camino de Cintura.
Regreso a Plaza de Miserere: desde Av. Olimpo y Camino de Cintura por Av. Olimpo, Epecuén, Int. Tavano, Limay, Ayolas, Andrés Bello, Recondo,  Claudio de Alas, Baradero, Cno. Pres. J. D. Peron, Pilcomayo, Cno. Pres. J. D. Perón, Gral. J. J. Valle, Carlos Pellegrini, Remedios De Escalada De San Martín, Senador Francisco Quindimil, Carabobo, Remedios De Escalada De San Martín, Cruce Puente Uriburu, Avenida Sáenz 1400-700, Avenida Almafuerte 900-1, Sánchez de Loria 2400-2000, Avenida Brasil 3300-3200, 24 de noviembre de 2000-1, Doctor Tomás Manuel De Anchorena 1-100, Bartolomé Mitre hasta Plaza de Miserere.

#### Plaza Miserere-Camino de Cinturay Olimpo (Por Calle 11)
Ida a Av. Olimpo y Camino de Cintura: desde Plaza de Miserere por Bartolomé Mitre, Avenida Pueyrredón 100-1, Avenida Rivadavia 2800-3100, General Urquiza 1-2200, Rondeau 3100-3200, 24 de noviembre de 2200-2300, Pepirí 1-400, Profesor Doctor Pedro Chutro 3300-3500, Av. Almafuerte 350-400, Achala 3500-3750, Avenida Sáenz 200-1400, Cruce Puente Uriburu, Remedios De Escalada De San Martín, Doctor Alfredo L. Palacios, Carlos Pellegrini, Gobernador General J. J. Valle, Av. Cno. Pres. Perón, Int. P. P. Turner, Cosquín, Baradero, Claudio de Alas, Recondo, A. Bello, Quesada, Tabaré, Hornero, Epecuén, Av. de la Noria, Av. Dr. G. Elizalde, Av. Olimpo, hasta Camino de Cintura.
Regreso a Plaza de Miserere: desde Av. Olimpo y Cno. de Cintura por Av. Olimpo, Epecuén, Newton, Camino de la Rivera, Carriego, Baradero, Claudio de Alas, Azamor, Av. Camino Pres. Perón, Pilcomayo, Av. Camino Pres. Perón, Gral. J. J. Valle, Carlos Pellegrini, Remedios De Escalada De San Martín, Senador Francisco Quindimil, Carabobo, Remedios De Escalada De San Martín, Cruce Puente Uriburu, Avenida Sáenz 1400-700, Avenida Almafuerte 900-1, Sánchez De Loria 2400-2000, Avenida Brasil 3300-3200, 24 de noviembre de 2000-1, Doctor Tomás Manuel De Anchorena 1-100, Bartolomé Mitre hasta Plaza de Miserere.

### Ramales Expresos

#### Plaza Miserere-Camino de Cinturay Olimpo (Expreso x Calle 11 xAvenida 27 de Febrero)
Desde Plaza Miserere por Bartolomé Mitre, Av. Pueyrredón, Av. Rivadavia, Gral. Urquiza, Rondeau, 24 de Noviembre, Pepirí, Profesor Dr. Pedro Chutro, Achala, Av. Sáenz, cruce Puente Alsina, Remedios de Escalada de San Martín, Dr. Alfredo L. Palacios, Carlos Pellegrini, Camino de la Ribera Sur, Av. Juan Domingo Perón, Azamor, Claudio de Alas, Camino de la Ribera Sur, Isaac Newton, Epecuén, Av. Juan Manuel de Rosas, Av. Olimpo hasta Ruta de la Tradición (Camino de Cintura).
Desde Ruta de la Tradición (Camino de Cintura) y Av. Olimpo por Av. Olimpo, Av. Juan Manuel de Rosas, Epecuén, Isaac Newton, Camino de la Ribera Sur, Claudio de Alas, Azamor, Presidente Juan Domingo Perón, ingreso y egreso Terminal de Puente de la Noria, Av. Juan Domingo Perón, Camino de la Ribera Sur, Carlos Pellegrini, Remedios de Escalada de San Martín, Senador Francisco Quindimil, Carabobo, Remedios de Escalada de San Martín, cruce Puente Alsina, Avda. Sáenz, Avda. Almafuerte, Avda. Sánchez De Loria, Av. Brasil, 24 de Noviembre, Dr. Tomás Manuel De Anchorena, Bartolomé Mitre hasta Plaza Miserere.

#### Plaza Miserere-Camino de Cinturay Olimpo (Expreso x Calle 21 xAvenida 27 de Febrero)
Desde Plaza Miserere por Bartolomé Mitre, Av. Pueyrredón, Av. Rivadavia, Gral. Urquiza, Rondeau, 24 de Noviembre, Pepirí, Profesor Dr. Pedro Chutro, Achala, Avda. Sáenz, cruce Puente Alsina, Remedios de Escalada de San Martín, Dr. Alfredo L. Palacios, Carlos Pellegrini, Camino de la Ribera Sur, Avda. Juan Domingo Perón, Baradero, Claudio de Alas, Recondo, Andrés Bello, Quesada, Tabaré, Homero, Epecuén, Av. Juan Manuel de Rosas, Av. Olimpo hasta Ruta de la Tradición (Camino de Cintura).
Desde Ruta de la Tradición (Camino de Cintura) y Av Olimpo por Av Olimpo, Av Juan Manuel de Rosas, Epecuén, Homero, Tabaré, Quesada, Andrés Bello, Recondo, Claudio de Alas, Baradero, Av Juan Domingo Perón, ingreso y egreso Terminal de Puente de la Noria, Av Juan Domingo Perón, Camino de la Ribera Sur, Carlos Pellegrini, Remedios de Escalada de San Martín, Senador Francisco Quindimil, Carabobo, Remedios de Escalada de San Martín, cruce Puente Alsina, Avda. Sáenz, Avda. Almafuerte, Avda. Sánchez De Loria, Av Brasil, 24 de Noviembre, Dr. Tomás Manuel De Anchorena, Bartolomé Mitre hasta Plaza Miserere.

### Otros ramales

#### Nueva Pompeya - Calle 11 y Newton
Ida A  Avda. Olimpo y Camino de Cintura: Desde Avenida Sáenz Y Traful Por Avenida Sáenz, Cruce Puente Uriburu, Remedios De Escalada De San Martín, Doctor Alfredo L. Palacios, Carlos Pellegrini, Avenida Camino Pres. J. D. Perón, Int. P. P. Turner, Cosquín, Azamor, C. de Alas, Gral. J.J. Valle, Isaac Newton, hasta Epecuén.
Regreso A Nueva Pompeya: Desde Isaac Newton Y Epecuén Por Epecuén, Isaac Newton, Camino De La Ribera Sud, Avenida Presidente Juan Domingo Perón, Ingreso Y Egreso Terminal De Ómnibus Puente De La Noria, Avenida Presidente Juan Domingo Perón, Camino De La Ribera Sud, Carlos Pellegrini, Remedios De Escalada De San Martín, Senador Francisco Quindimil, Carabobo, Remedios De Escalada De San Martín, Cruce Puente Uriburu, Avenida Sáenz Hasta Traful.